# Saison 5 de Camping Paradis
 (avril 2020).
Si vous disposez d'ouvrages ou d'articles de référence ou si vous connaissez des sites web de qualité traitant du thème abordé ici, merci de compléter l'article en donnant les références utiles à sa vérifiabilité et en les liant à la section « Notes et références ».
 (avril 2020).
Chronologie
Saison 4 Saison 6
Cet article présente les épisodes de la cinquième saison de la série télévisée Camping Paradis.

## Distribution

### Acteurs principaux
- Laurent Ournac : Tom Delormes, le propriétaire du camping
- Aurélie Konaté : Aurélie Constantin, la responsable de l'accueil
- Patrick Guérineau : Xavier Proteau, le barman
- Géraldine Lapalus : Amandine Joubert-Garnier, la responsable des sports
- Thierry Heckendorn : André Durieux, le régisseur

### Acteurs secondaires
- Patrick Paroux : Christian Parizot (épisodes 1, 3 & 4), le vacancier grincheux
- Franz Rudolf Lang : Gilles (épisodes 2, 5 & 6), le vacancier qui a réservé sur vacansoleil

## Liste des épisodes

### Épisode 1:Mon Meilleur Ami
- Belgique : 1er septembre 2013 sur RTL-TVI
- Suisse : 10 septembre 2013 sur RTS Un
- France : 7 octobre 2013 sur TF1

- Belgique : 407 000 téléspectateurs (22,4 % de part de marché)[1] (première diffusion)
- France : 5,91 millions de téléspectateurs (23,4 % de part de marché)[2] (première diffusion)

- Charlie Nune : Alexandra
- Renaud Leymans : Fred
- Juliet Coren-Tissot : Alicia
- Manoëlle Gaillard : Josiane
- Dimitri Mazzuchini : Le livreur
- Antoine Robert : Le gars séduisant

### Épisode 2:Camping Circus
- Belgique : 8 septembre 2013 sur RTL-TVI
- Suisse : 8 octobre 2013 sur RTS Un
- France : 14 octobre 2013 sur TF1

- Belgique : 440 000 téléspectateurs (27,8 %)[3] (première diffusion)
- France : 5,89 millions de téléspectateurs (23 %)[4] (première diffusion)

- Dounia Coesens : Alice
- Stéphane Boucher : Marius
- Selma Kouchy : Steph
- Guillaume Denaiffe : Antoine
- Caroline Le Moing : Agnès
- Renaud Roussel : Marc
- Antonin Maurel : Boris le clown
- Stefan Godin : Legendre
- Lény Sellam : Jean-Mi

- Cet épisode est le premier épisode dans lequel apparaît Renaud Roussel, qui jouera par la suite dans "Un ange gardien au camping".
- Caroline Le Moing joue aussi dans Un coach au paradis et Nos années camping

### Épisode 3:Dancing Camping
- Belgique : 5 novembre 2013 sur RTL-TVi
- Suisse : 29 octobre 2013 sur RTS Un
- France : 11 novembre 2013 sur TF1

- Belgique : 279 000 téléspectateurs (23,5 %)[5] (première diffusion)
- France : 6,14 millions de téléspectateurs (22,7 %)[6] (première diffusion)

- Philippine Leroy-Beaulieu : Anna Lavezzi
- Frédéric Gorny : Patrick Buron
- Pablo Aibout : Nathan
- Caroline Bal : Anna
- Sophie Bouilloux : Marianne
- Catherine Brun : Sido
- Barbara Greene : Béatrice
- Vicky Luengo : Gloria
- Raphaël Mouton : Léo
- Dorothée Pousséo : Karine
- Tatiana Seguin : Lauranne
- Anne Serra : Louise
- Nicolas Van Beveren : Arthur

- Cet épisode est le deuxième épisode dans lequel on voit un festival de danse mis à l'honneur après "Ça swingue au camping" et  avant "Mon beau-frère et moi".

### Épisode 4:Musical Camping
- Belgique : 15 décembre 2013 sur RTL-TVI
- Suisse : 3 décembre 2013 sur RTS Un
- France : 6 janvier 2014 sur TF1

- Belgique : 424 000 téléspectateurs (24,3 %)[7] (première diffusion)
- France : 5,56 millions de téléspectateurs (21,1 %)[8] (première diffusion)

- Didier Cauchy : Pierre Lefèvre
- Alexandra Mercouroff : Catherine Lefèvre
- Marie Vincent : Mme le maire
- Patrick Puydebat : Guillaume
- Léa Delorme : Léa Lefèvre
- Jean-Sébastien Nemayechi : Mouss
- Benjamin Baclet : Kévin
- Jassem Mougari : Kader
- Isalinde Giovangigli : Julia Dollington
- Joël Wood : Sean

- Cet épisode est le premier épisode dans lequel on voit l'attirance de Tom envers Aurélie. Jusqu'ici, il ne ressentait qu'un fantasme amoureux.

### Épisode 5:Cœur À Cœur
- Belgique : 16 février 2014 sur RTL-TVi
- Suisse : 11 février 2014 sur RTS Un
- France : 17 mars 2014 sur TF1

- Belgique : 485 000 téléspectateurs (26 %)[9] (première diffusion)
- France : 5,63 millions de téléspectateurs (22,8 %)[10] (première diffusion)

- Anne Caillon : Anne
- Dominique Guillo : Philippe Marty
- Fabrice Deville : Vincent Lacourt
- Raphaëlle Lenoble : Jeanne
- Jaïa Caltagirone : Prune
- François Comar : Paul

- Anne Caillon et Dominique Guillo jouent dans le feuilleton Demain nous appartient

- Le titre de cet épisode est une référence à un épisode de "Chapeau Melon et Bottes de Cuir" portant le même nom.

### Épisode 6:Les 12 Travaux Au Camping
- Belgique : 23 février 2014 sur RTL-TVi
- Suisse : 4 mars 2014 sur RTS Un
- France : 24 mars 2014 sur TF1

- Belgique : 539 000 téléspectateurs (28,9 %)[11] (première diffusion)
- France : 5,93 millions de téléspectateurs (23,5 %)[12] (première diffusion)

- Virginie Caliari : Delphine / Sabine Morin
- Patrick Raynal : Antoine Tardieu
- Thomas Séraphine : Loïc Morin
- Sophie Staub : Agnès Lievremont
- Eliott Lobrot : Arthur Morin
- Roxane Bret : Margot Morin
- Davia Benzenet Martelli : Clara
- Édouard Collin : Thomas Lievremont

Alors que Tom réfléchit à la façon dont il pourrait avouer ses sentiments à Aurélie, il doit faire face à un problème d'organisation du camping qui obligera certains emplacements à être partagés. Tom espère trouver Antoine, un de ses amis, qui vit dans un terrain annexant le camping et qui dispose de certains aménagements où il pourrait héberger quelques familles. Mais Antoine, n'ayant rien contre l'idée, va devoir malheureusement refuser, puisque sa fille Agnès réapparaît avec son gendre afin de raser le terrain. Antoine n'ose lui avouer qu'il n'a jamais abandonné volontairement la famille qu'il formait et qu'il n'était pas en couple avec une autre femme, mais en prison, à cause d'un casse qui a mal tourné. 